# Ōki Takatō
Ōki Takatō est un nom japonais traditionnel ; le nom de famille (ou le nom d'école), Ōki, précède donc le prénom (ou le nom d'artiste).
Le comte Ōki Takatō (大木 喬任), né le 23 mars 1832 au domaine de Saga et décédé à l'âge de 67 ans le 26 septembre 1899, est un homme politique japonais de l'ère Meiji.

## Biographie
Issu d'une famille samouraï du domaine de Saga dans la province de Hizen (actuelle préfecture de Saga), Ōki étudie à l'école du domaine Kodokan et demande une réforme de l'administration du fief. Durant la guerre de Boshin, il mène les forces de Saga contre le shogunat Tokugawa.
Après la restauration de Meiji de 1868, il supervise le transfert de la capitale impériale de Kyoto à Tokyo et est plus tard nommé premier gouverneur de Tokyo.
En 1871, devenu ministre de l'Éducation, il passe pour avoir établi le système éducatif moderne du Japon. En 1873, il devient sangi (conseiller) puis en 1876, ministre de la Justice où il est soucieux du châtiment des ex-samouraï mécontents impliqués dans la rébellion de Hagi et la rébellion de Shinpūren. En 1880, il devient président du Genrōin et travaille sur la rédaction du code civil japonais en tant que président du « conseil de compilation du code civil ».
En 1884, il est élevé au titre de comte (hakushaku) selon le système de pairie kazoku.
En 1888, il est nommé au conseil privé et en devient président en 1889. Il est plus tard nommé ministre de la Justice dans le premier gouvernement de Yamagata Aritomo et ministre de l'Éducation dans le premier gouvernement de Matsukata Masayoshi.
Son fils aîné, Enkichi Ōki (en), devient également politicien et membre du gouvernement durant l'ère Taishō.